# Rajd Hiszpanii 2009
Rezultaty Rajdu Hiszpanii (45º Rally RACC Catalunya – Costa Daurada), 11. rundy Rajdowych Mistrzostw Świata w 2009 roku, który odbył się w dniach 2-4 października:

## Klasyfikacja ostateczna
| Msc.     | Kierowca           | Pilot               | Samochód              | Czas      | Strata  | Grupa | Punkty |
| WRC      | WRC                | WRC                 | WRC                   | WRC       | WRC     | WRC   | WRC    |
| -------- | ------------------ | ------------------- | --------------------- | --------- | ------- | ----- | ------ |
| 1.       | Sébastien Loeb     | Daniel Elena        | Citroën C4 WRC        | 3:22:14.7 |         | A8 M  | 10     |
| 2.       | Daniel Sordo       | Marc Marti          | Citroën C4 WRC        | 3:22:26.7 | 12.0    | A8 M  | 8      |
| 3.       | Mikko Hirvonen     | Jarmo Lehtinen      | Ford Focus RS WRC 09  | 3:23:08.8 | 54.1    | A8 M  | 6      |
| 4.       | Petter Solberg     | Phil Mills          | Citroën C4 WRC        | 3:23:27.1 | 1:12.4  | A8    | 5      |
| 5.       | Sébastien Ogier    | Julien Ingrassia    | Citroën C4 WRC        | 3:23:56.3 | 1:41.6  | A8 M  | 4      |
| 6.       | Jari-Matti Latvala | Miikka Anttila      | Ford Focus RS WRC 09  | 3:25:04.5 | 2:49.8  | A8 M  | 3      |
| 7.       | Matthew Wilson     | Scott Martin        | Ford Focus RS WRC 08  | 3:29:30.2 | 7:15.5  | A8 M  | 2      |
| 8.       | Federico Villagra  | Jorge Pérez Companc | Ford Focus RS WRC 08  | 3:30:42.8 | 8:28.1  | A8 M  | 1      |
| 9.       | Henning Solberg    | Cato Menkerud       | Ford Focus RS WRC '08 | 3:31:22.3 | +9:07.6 | A8 M  |        |
| JWRC     |                    |                     |                       |           |         |       |        |
| 1. (12.) | Hans Weijs Jr.     | Bjorn Degandt       | Citroën C2 S1600      | 3:40:35.5 |         | A6    | 10     |
| 2. (18.) | Simone Bertolotti  | Luca Celestini      | Suzuki Swift S1600    | 3:45:24.6 | 4:49.1  | A6    | 8      |
| 3. (19.) | Jordi Martí        | Gabriel Sánchez     | Renault Clio R3       | 3:46:58.3 | 6:22.8  | R3    | 6      |
| 4. (27.) | Kevin Abbring      | Erwin Mombaerts     | Renault Clio R3       | 3:55:38.1 | 15:02.6 | R3    | 5      |
| 5. (37.) | Aaron Burkart      | Michael Kölbach     | Suzuki Swift S1600    | 4:06:48.5 | 26:13.0 | A6    | 4      |

1. ↑  Litera M przy oznaczeniu grupy do której należy samochód oznacza, iż tylko ci kierowcy zdobywali punkty dla swoich zespołów liczonych w klasyfikacji producentów na koniec sezonu.

## Odcinki specjalne
| Dzień            | Odcinek | Godz. rozp. | Nazwa                           | Długość  | Zwycięzca  | Czas    | Średnia prędkość | Lider rajdu      |
| ---------------- | ------- | ----------- | ------------------------------- | -------- | ---------- | ------- | ---------------- | ---------------- |
| 1 2 października | OS1     | 08:46       | La Mussara 1                    | 20,48 km | D. Sordo   | 11:33.4 | 106,3 km/h       | D. Sordo         |
| 1 2 października | OS2     | 10:24       | Querol 1                        | 21,26 km | D. Sordo   | 11:22.0 | 112,2 km/h       | D. Sordo         |
| 1 2 października | OS3     | 11:07       | El Montmell 1                   | 24,14 km | D. Sordo   | 12:37.6 | 114,7 km/h       | D. Sordo         |
| 1 2 października | OS4     | 13:54       | La Mussara 2                    | 20,48 km | D. Sordo   | 11:17.4 | 108,8 km/h       | D. Sordo         |
| 1 2 października | OS5     | 15:32       | Querol 2                        | 21,26 km | S. Loeb    | 11:17.4 | 113,0 km/h       | D. Sordo         |
| 1 2 października | OS6     | 16:15       | El Montmell 2                   | 24,14 km | S. Loeb    | 12:34.2 | 115,2 km/h       | D. Sordo         |
| 2 3 października | OS7     | 09:14       | El Priorat / La Ribera d'Ebre 1 | 38,27 km | S. Loeb    | 21:44.6 | 105,6 km/h       | D. Sordo S. Loeb |
| 2 3 października | OS8     | 10:27       | Les Garrigues 1                 | 8,60 km  | S. Ogier   | 5:05.5  | 101,3 km/h       | S. Loeb          |
| 2 3 października | OS9     | 10:58       | La Llena 1                      | 17,12 km | D. Sordo   | 9:38.1  | 106,6 km/h       | D. Sordo         |
| 2 3 października | OS10    | 14:17       | El Priorat / La Ribera d'Ebre 2 | 38,27 km | S. Ogier   | 21:46.1 | 105,5 km/h       | D. Sordo         |
| 2 3 października | OS11    | 15:30       | Les Garrigues 2                 | 8,60 km  | S. Loeb    | 5:06.0  | 101,2 km/h       | D. Sordo         |
| 2 3 października | OS12    | 16:01       | La Llena 2                      | 17,12 km | P. Solberg | 9:49.0  | 104,6 km/h       | S. Loeb          |
| 3 4 października | OS13    | 08:05       | Riudecanyes 1                   | 16,32 km | D. Sordo   | 10:32.6 | 92,9 km/h        | S. Loeb          |
| 3 4 października | OS14    | 09:06       | Santa Marina 1                  | 26,51 km | P. Solberg | 15:52.3 | 100,2 km/h       | S. Loeb          |
| 3 4 października | OS15    | 10:02       | La Serra d'Almos 1              | 4,11 km  | S. Loeb    | 2:37.8  | 93,8 km/h        | S. Loeb          |
| 3 4 października | OS16    | 12:01       | Riudecanyes 2                   | 16,32 km | P. Solberg | 10:32.8 | 92,8 km/h        | S. Loeb          |
| 3 4 października | OS17    | 13:02       | Santa Marina 2                  | 26,51 km | P. Solberg | 15:53.9 | 100,0 km/h       | S. Loeb          |
| 3 4 października | OS18    | 13:58       | La Serra d'Almos 2              | 4,11 km  | J. Latvala | 2:39.5  | 92,8 km/h        | S. Loeb          |

## Klasyfikacja po 11 rundach
Tabele przedstawiają tylko pięć pierwszych miejsc.

### Kierowcy
| Lp. | Kierowca           | Pkt |
| --- | ------------------ | --- |
| 1   | Mikko Hirvonen     | 84  |
| 2   | Sébastien Loeb     | 83  |
| 3   | Daniel Sordo       | 58  |
| 4   | Jari-Matti Latvala | 39  |
| 5   | Petter Solberg     | 30  |

### Producenci
| Lp. | Producent                          | Pkt |
| --- | ---------------------------------- | --- |
| 1   | Citroën Total WRT                  | 151 |
| 2   | BP Ford Abu Dhabi World Rally Team | 130 |
| 3   | Stobart VK Ford Rally Team         | 73  |
| 4   | Citroën Junior Team                | 42  |
| 5   | Munchi's Ford WRT                  | 23  |